# Brett Goldstein
Brett Goldstein (Londra, 17 luglio 1980) è un attore, comico e sceneggiatore britannico.

## Biografia
Brett Goldstein è attivo prevalentemente in campo televisivo e ha collaborato spesso con la comica Catherine Tate sia sul piccolo schermo che a teatro. Nel 2016 ha vinto il British Independent Film Award al miglior attore non protagonista per il film Adult Life Skills. Nel 2020 è stato ingaggiato come sceneggiatore per la serie televisiva Ted Lasso e successivamente è entrato anche nel cast della serie nel ruolo del calciatore Roy Kent; per la sua interpretazione ha ottenuto una candidatura al Screen Actors Guild Award per il miglior cast in una serie commedia e ha vinto due premi Emmy. Nello stesso anno è stato anche sceneggiatore e produttore esecutivo della serie Soulmates.

## Filmografia parziale

### Attore

#### Cinema
- Thor: Love and Thunder, regia di Taika Waititi (2022) - cameo

#### Televisione
- Metropolitan Police - serie TV, 2 episodi (2009)
- Derek - serie TV, 11 episodi (2012-2014)
- Doctor Who - serie TV, 1 episodio (2018)
- Ted Lasso - serie TV, 34 episodi (2020-2023)
- Shrinking - serie TV, 6 episodi (2024)

### Sceneggiatore

#### Cinema
- The Nan Movie (2022)

#### Televisione
- Ted Lasso - serie TV, 1 episodio (2020)
- Soulmates - serie TV, 5 episodi (2020)
- Shrinking - serie TV, 2 episodi (2023)

### Produttore
- Soulmates - serie TV, 6 episodi (2020)
- Shrinking - serie TV, 10 episodi (2023) - produttore esecutivo

## Riconoscimenti
- Golden Globe
  - 2022 – Candidatura per il migliore attore non protagonista in una serie, miniserie o film televisivo per Ted Lasso[3]
- British Independent Film Awards
  - 2016 – Miglior attore non protagonista per Adult Life Skills
- Critics' Choice Awards
  - 2022 – Miglior attore non protagonista in una serie commedia per Ted Lasso[4]
- Premio Emmy
  - 2021 – Miglior attore non protagonista in una serie commedia per Ted Lasso[5]
  - 2022 – Miglior attore non protagonista in una serie commedia per Ted Lasso
  - 2023 – Candidatura per il miglior attore non protagonista in una serie commedia per Ted Lasso
- Screen Actors Guild Award
  - 2021 – Candidatura per il miglior cast in una serie commedia per Ted Lasso
  - 2022 – Miglior cast in una serie commedia per Ted Lasso
  - 2022 – Candidatura per il miglior attore in una serie commedia per Ted Lasso

## Doppiatori italiani
Nelle versioni in italiano delle opere in cui ha recitato, Brett Goldstein è stato doppiato da:
- Massimo Bitossi in Doctor Who
- Marco Giansante in Ted Lasso
- Dario Follis in Thor: Love and Thunder
- Riccardo Burbi in Shrinking

Da doppiatore è sostituito da:
- Massimo Bitossi in Garfield - Una missione gustosa